# 미션 이스탄불 4: 익스트림 데이
《미션 이스탄불 4: 익스트림 데이》(Der Grosse Schmerz)는 독일에서 제작된 크리스티앙 알바트 감독의 2016년 범죄, 드라마 영화이다. 틸 슈바이거 등이 주연으로 출연하였다.

## 출연

### 주연
- 틸 슈바이거
- 파리 야르딤
- 루나 슈바이거